# Trixoclea metallica
Trixoclea metallica là một loài ruồi trong họ Tachinidae.